# Дом-музей Г. И. Успенского
Дом-музей Г. И. Успенского — литературно-мемориальный музей, часть Чудовского филиала Новгородского музея-заповедника. Расположен в деревне Сябреницы Новгородской области на автостраде Санкт-Петербург – Москва.

## Описание
Г. И. Успенский у чиновника Малиновского купил в 1881 году дом с 1,5 десятинами земли, в котором поселился с семьёй и прожил 2 года до 1882 года. Здесь писатель изучал жизнь крестьян и рабочих чудовских фабрик и заводов, а местный материал служил основой для его произведений. Дом-музей был открыт в 1935 году в этом доме. Первым директором была дочь писателя Мария Глебовна Успенская.
Приобретению дома способствовал Всеволод Гаршин. По его инициативе было издано Полное собрание сочинений Успенского, деньги от которого пошли на покупку дома.
Музей был разграблен во время Великой Отечественной войны, но в 1967 году открылась новая экспозиция.
В 2014 году вышел документальный фильм  «Дом и дорога Глеба Успенского». Этот фильм рассказывает о жизни и творчестве Глеба Ивановича Успенского, о его доме-музее.

## Экспозиции
- литературная экспозиция, посвященная жизни и творчеству Г. И. Успенского
- мемориальные комнаты: кабинет писателя, комната его жены А. В. Успенской, столовая-гостиная, кухня